# Resource Hacker
Resource Hacker (znany też jako ResHack albo ResHacker) – darmowy program do ekstrahowania zasobów stworzony przez Angusa Johnsona dla Windows. Program jest używany do modyfikacji programów lub elementów systemu operacyjnego przez ekstrahowanie zasobów z plików wykonywalnych (.exe), rozszerzeń programów (.dll) i plików zasobów (.res).
W 2002 roku Angus Johnson ogłosił, że nie ma dalszych planów rozwojów dla Resource Hackera. Zalecił używanie programu XN Resource Editor jako alternatywę dla jego własnego programu. Jednakże od tamtego czasu wydał kilka aktualizacji, najnowsza została wydana 20 listopada 2020 i oznaczona numerem 5.1.8 (360).